# Dianthus polylepis
Dianthus polylepis är en nejlikväxtart. Dianthus polylepis ingår i släktet nejlikor, och familjen nejlikväxter.

## Underarter
Arten delas in i följande underarter:
- D. p. binaludensis
- D. p. polylepis